# 3,7-cm-KwK 36

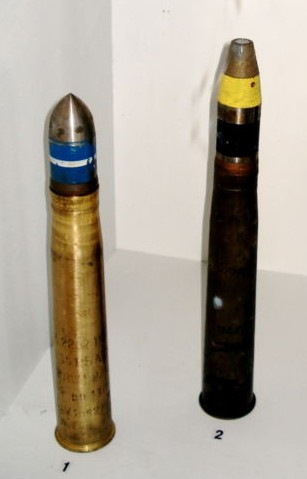
1. PzGr. 40, 2. PzGr. 39

Die 3,7-cm-KwK 36 war eine Kampfwagenkanone mit der Kaliberlänge L/45, die als Hauptbewaffnung/Turmkanone hauptsächlich im mittleren SdKfz.141 (Panzerkampfwagen III Ausf. A–G) verwendet wurde. Die Entwicklung dieser  Kampfwagenkanone geht auf die 3,7-cm-PaK 36 zurück.

## Munitionsarten
Für die 3,7-cm-KwK 36 sowie die 3,7-cm-PaK 36 diente die Granatkartusche 37 × 249 mm R als Basisversion, die im Wesentlichen mit folgenden Typen von Panzergranaten (PzGr) zum Einsatz gebracht wurde.
Verwendete Abkürzungen
- R: Randkartusche
- PzGr.: Panzergranate
- Patr.: Patrone

| Bezeichnung    | Typ                                                        | Beschreibung                                                       | Masse (g)     | V0 (m/s)      |
| -------------- | ---------------------------------------------------------- | ------------------------------------------------------------------ | ------------- | ------------- |
| PzGr. 18       | Granatpatrone mit Panzergranate 18                         | Modifikation der panzerbrechenden Ladung im Jahre 1939             | keine Angaben | keine Angaben |
| PzGr. 39       | Granatpatrone mit Panzergranate 39 (APCBC-HE-T)            | Wuchtgeschoss, panzerbrechend                                      | 685           | 760           |
| PzGr. 40       | Granatpatrone mit Panzergranate 40 (APCBC Composite Rigid) | Unterkaliber-Wuchtgeschoss, panzerbrechende Ladung mit Wolframkern | 368           | 1030          |
| SprGr.Patr. 34 | Granatpatrone mit Sprenggranate 34 (High Explosive)        | Splitter/Sprenggranate (hochexplosiv)                              | keine Angaben | keine Angaben |

## Trägerplattformen
- Leichttraktor
- Neubaufahrzeug
- Sd.Kfz. 141 Panzerkampfwagen III Ausführung A bis E
- Sd.Kfz. 141 Panzerkampfwagen III Ausf. F (die letzten 100 Ausf. F trugen schon die 5-cm-KwK 38 Kaliberlänge: L/42)
- Sd.Kfz. 141 Panzerkampfwagen III Ausf. G (die ersten 50 Ausf. G)

Mit 3,7-cm-KwK 36 ausgerüstete Kampfwagen

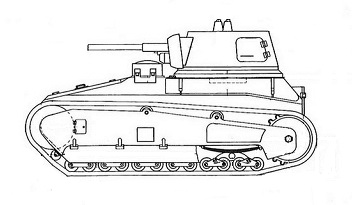
Leichttraktor Prototyp
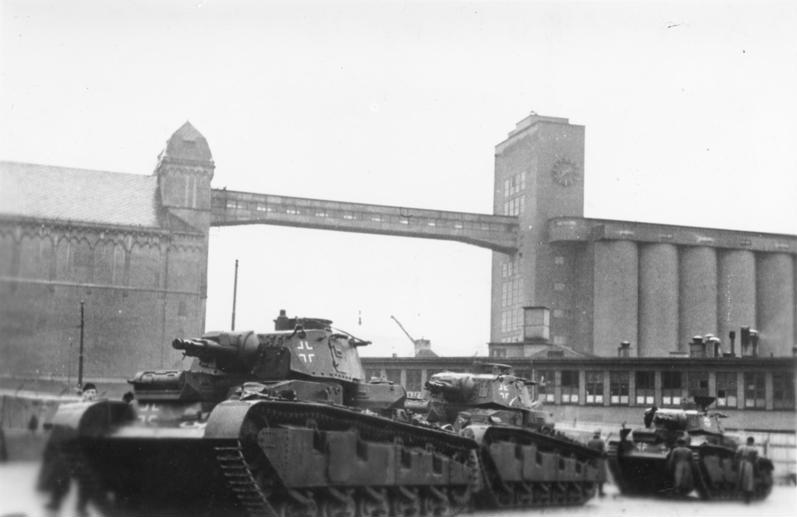
Neubaufahrzeug
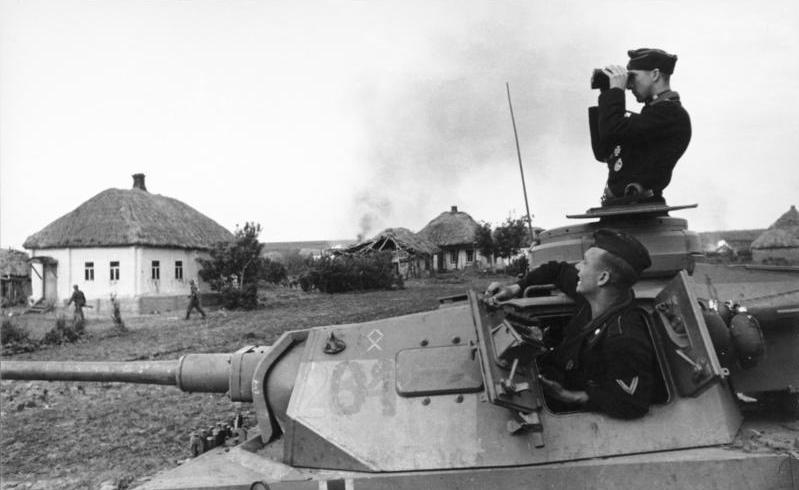
Panzer III
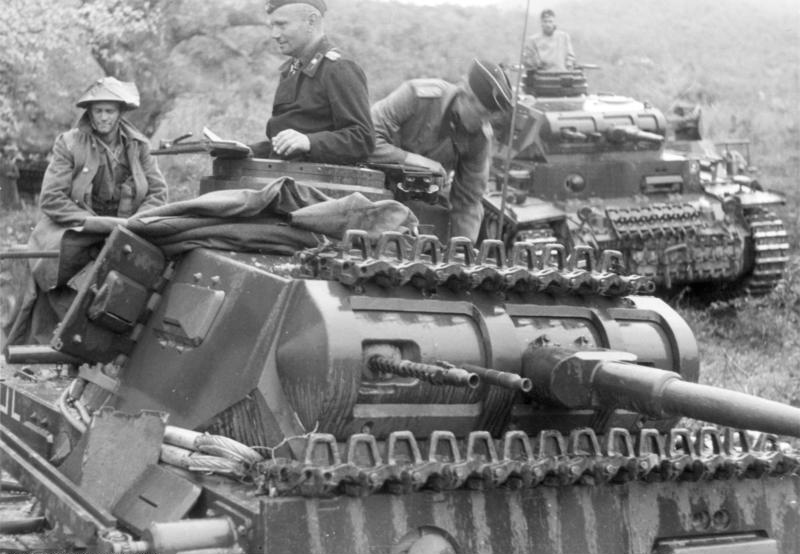
Panzer III, Ausf. E